# Кладовище домашніх тварин
«Кладовище домашніх тварин» (англ. Pet Sematary) — роман американського письменника Стівена Кінга в жанрі горору, написаний 1983 року, номінований на Всесвітню премію фентезі за найкращий роман 1984 року. На його основі знятий однойменний фільм та випущений в прокат 1989 року.

## Сюжет
Сім'я Луїса Кріда, лікаря-терапевта з Чикаго, переїжджає в містечко Ладлоу. На новому місці Луїс знаходить собі хорошого товариша, старого Джада Крендала, і одного разу старий відводить сім'ю Луїса до місцевого кладовища домашніх тварин. Жінці Луїса, Рейчел, дуже не подобається це місце, бо вона не любить кладовища, смерть та все, що з цим пов'язане.
На новому робочому місці Луїсу майже одразу доводиться констатувати смерть одного студента, який розбився в автомобільній аварії. Пізніше, кіт його дочки, Черч, перебігає через шосе та потрапляє під вантажівку. Луїс хоче поховати кота на «кладовищі домашніх тварин», але Джад пропонує поховати кота на іншому кладовищі…
Це рішення виявляється катастрофічною помилкою, яка потягнула за собою багато інших. Виявляється, що «повертати» мертвих собак і котів можна, а ось людей — дуже небезпечно…

## Історія створення
У 1978 році Стівен Кінг повернувся в Університет штату Мен в Ороно, щоб працювати викладачем, як жест доброї волі за роки навчання які він там пробув. В даний період його родина орендувала будинок поблизу швидкісної дороги в Оррінгтоні. Дорога забрала життя багатьох тварин, тому сусідські діти зробили цвинтар для тварин в полі поблизу будинку Кінгів. На цьому кладовищі дочка Стівена Наомі поховала свого кота Смукі. Після цієї події їхнього сина Овена, також ледве не збила машина. У зв'язку з цим Кінг написав роман, але, відчуваючи, що зайшов надто далеко з сюжетом книги, він відмовився від ідеї мати його опублікованим. Але, через необхідність книги для виконання контракту, Кінг неохоче надав його Doubleday за порадою своєї дружини Табіти та друга Пітера Страуба..

## Цікаві факти
- Роман був екранізований в 1989 році. А в 1992 році вийшла 2 частина.
- Стівен Кінг шанувальник панк-гурту Ramones. Пісні цього гурту неодноразово звучать в фільмі "Цвинтар Домашніх улюбленців". В знак вдячності Ramones написали пісню Pet Sematary (Цвинтар Домашніх Улюбленців) яка звучить в однойменному фільмі.
- В книзі згадується пес Куджо з однієї книг Стівена Кінга "Куджо" як скажена собака-вбивця, яка загризла кількох людей.
- У романі відіграє важливу роль індіанський дух Вендиґо, правда, трактування Кінгом цього образу вельми відрізняється від традиційного.
- Книга вважається однією з найкращих та найбільш філософських книг Стівена Кінга.

## Фільм, ТБ або театральні адаптації
Фільм «Кладовище домашніх тварин» було знято восени 1988 року (Початок прокату в квітні 1989). Режисер Мері Ламберт, в головній ролі Дейл Мідкіф як Луїс Крід, Фред Гвін, як Джад Крендл, Деніз Кросбі, як Рейчел Крід та Міко Хьюз, як Рейчел Крід. Ендрю Хубацек, було обрано для ролі Зельди, тому що творці фільму не могли знайти жінку достатньо кістлявої, щоб зобразити смертельно хвору дівчинку.
У 1992 році випущено сиквел, «Кладовище домашніх тварин 2».
У 1997 році BBC Radio 4 провела радіо трансляцію роману. Це була адаптація Грегорі Еванса поділена на шість півгодинних епізодів, ролі озвучували Джон Шаріан, Бріоні Гласко та Лі Монтегю . Режисер був Гордон Хаус.
У березні 2010 року було оголошено, що римейк оригінального фільму на стадії розробки, сценарієм займається Метт Гринберг (автор адаптації Стівена Кінга — 1408) в даний час працює над сценарієм. 21 вересня 2010, Гільєрмо дель Торо заявив, що хотів би зайнятися римейком Кладовища домашніх тварин, але через щільний графік, малоймовірно, що зможе працювати над будь-яким фільмом найближчим часом. 31 жовтня 2013 Лоренцо ді Бонавентура і Стівен Шнайдер оголосили що ведуть переговори з Хуаном Карлосом Фреснаділло, для створення римейку.

## Герої
- Луїс Крід — лікар-терапевт, головний герой роману.
- Рейчел Крід — його дружина. Рейчел, через стару душевну травму, яка пов'язана зі смертю її сестри Зельди, боїться всього, що пов'язане зі смертю.
- Еллі Крід — дочка подружжя Крід. Луїс заради неї оживив її улюбленого кота, якого збила вантажівка.
- Ґейдж Крід — маленький син Луїса та Рейчел Крід, якого збила вантажівка на шосе. Луїс ризикнув воскресити його.
- Джад Крендал — вісімдесяти трьох річний дід, дуже міцний, як на свій вік. Одружений з Нормою Крендал. Стає другом Луїса.

## Переклади українською
- Стівен Кінг. Кладовище домашніх тварин. Переклад з російської: Володимир Поляков. Харків: КСД. 2015. 397 стор. ISBN 978-966-14-9118-1
- Стівен Кінг. Кладовище домашніх тварин. Переклад з англійської: Анатолій Пітик та Катерина Грицайчук. Харків: КСД. 2015. 397 стор. ISBN 978-966-14-9653-7

### Скандал навколо українського перекладу
Видавництво Клуб Сімейного Дозвілля вперше видало книгу Стівена Кінга «Кладовище домашніх тварин» українською мовою у червні 2015 року. Переклад виконав Володимир Поляков з російської мови з використанням машинного перекладача. 10 липня 2015 року видавництво Клуб Сімейного Дозвілля припинило продаж книги «Кладовище домашніх тварин» в своїй офіційній книгарні у зв'язку з низькою якістю перекладу. Оновлене видання вийшло 4 вересня 2015 року з іншою обкладинкою, яка за стилем виконання схожа на обкладинку книги Воно і видавництво заявило що всі власники попереднього накладу роману з перекладом Володимира Полякова можуть замінити книгу на нову. За словами представника видавництва, новий переклад книги «Кладовище домашніх тварин» у виконанні Анатолія Пітика та Катерини Грицайчук здійснено з мови оригіналу.